# Efiques

Grupos etnolinguísticos na Nigéria

Efiques (efik) são um ramo dos ibibios, que no início dos anos 1600 migraram, descendo o Rio Cross, e fundaram numerosos assentamentos na região de Calabar (agora no Estado de Cross River, Nigéria), e do outro lado do rio, nos Camarões. A região de Calabar não deve ser confundida com Calabari (às vezes Nova Calar), no Estado de Rios, 160 quilómetros a oeste.
Embora sua economia tenha sido inicialmente baseada na pesca, a área desenvolveu rapidamente em um grande centro comercial, e manteve-se muito bem no início de 1900. Mercadorias vindas da Europa  foram trocadas por escravos, óleo de palma e de outros produtos de palmeiras. Os reis efiques recolhiam um imposto comercial chamado 'comey de atracagem dos navios' até que os britânicos o substituíram por 'comey subsídios'.
Os efiques estavam no meio entre os homens brancos comerciantes da costa e tribos do interior das ilhas do rio Cross e distrito de Calabar. As missões cristãs inicialmente estiveram trabalhando entre os efiques em meados do século 19. Mesmo em 1900, muitos dos nativos foram bem educados, professavam cristianismo e vestidos na moda europeia.
Os efiques estão relacionados com os anangues, os ibibios, orons e equetes povos com ancestrais comuns.
Um poderoso vínculo de união entre os efiques, e que lhes confere uma considerável influência sobre outras tribos, é a sociedade secreta conhecida como o Epê, o inventor da Nsibidi, e antiga  Escrita Africana.
Em 1884, os reis e chefes efiques colocaram-se sob a proteção britânica. Esses tratados e direitos econômicos territoriais serventes, estão documentados no CAP 23 de Leis do Leste da Nigéria, com o título 'Comey subsidies law'.O rei em Calabar ainda (2006) é um poder político entre os efiques.